# Дніпродіпрошахт
Дніпродіпрошахт — галузева установа з проєктування виробничих потужностей підприємств вугільної промисловості. Розташовується у місті Дніпро. Перебуває у стані припинення діяльності.
Засновано 1928 на базі проєктного бюро Дніпропетровського гірничого інституту як Дніпропетровська філія Державного проєктного інституту «Діпрошахт» (Харків). Від 1937 — інститут «Доншахтопроект». Протягом 1928–41 за проєктами Дніпродіпрошахту відновлено, реконструйовано та побудовано 110 шахт і 7 вугільних розрізів в Україні, Грузії, РФ, реалізовано низку проєктів на Донецькому, Єнакіївському, ім. Петровського (Дніпро) металургійних заводах. Від 1951 — сучасна назва. Від 1996 — ДВАТ, з 1997 — державне підприємство.
Нині Інститут виконує проєктну документацію для шахт з пологим (18°), похилим (19–35°), крутопохилим (36–50°) та крутим (50–85°) заляганням вугільних пластів при будь-якій складності гідрогеологічних і гірничо-геологічних умов відпрацювання. Здійснює також проєктування гірничих підприємств з видобування нерудних корисних копалин підземним способом, конструкцій кріплень гірничих виробок для складних гірничо-геологічних умов і підвищення їхньої стійкості.
Кількість працівників (2007) — бл. 300 осіб.
Перший директор — І. Новосильцев (1928–30), у 1973–96 — Г. Піньковський, від 1996 — О. Скляренко.